# Saint-Georges-d’Elle
Saint-Georges-d’Elle – miejscowość i gmina we Francji, w regionie Normandia, w departamencie Manche.
Według danych na rok 1990 gminę zamieszkiwało 375 osób, a gęstość zaludnienia wynosiła 42 osoby/km² (wśród 1815 gmin Dolnej Normandii Saint-Georges-d’Elle plasuje się na 529. miejscu pod względem liczby ludności, natomiast pod względem powierzchni na miejscu 576.).